# Natalia Zigánshina
Natalia Zigánshina (Natalia Gázina de casada; San Petersburgo, Rusia, 24 de diciembre de 1985) es una gimnasta artística rusa, medallista de bronce olímpica en 2004 por equipos, y tres veces subcampeona mundial en 2001 y 2002.

## Carrera deportiva
En el Mundial de Gante 2001 gana la plata en equipos, tras Rumania (oro) y delante de Estados Unidos (bronce); y también la plata en la general individual, tras su compatriota la rusa Svetlana Jórkina y por delante de la rumana Andreea Raducan.
En el Mundial de Debrecen 2002 gana la plata en el concurso de salto de potro, tras la vencedero que fue su compatriota Yelena Zamolódchikova, y por delante de la uzbeka Oksana Chusovitina.
En los JJ. OO. de Atenas 2004 consigue el bronce en equipos, tras Rumania y Estados Unidos. Sus compañeras de equipo fueron las gimnastas: Yelena Zamolódchikova, Svetlana Jórkina, María Kriuchkova, Anna Pávlova y Liudmila Yezhova.